# Stille & Uroligt
Stille Og Uroligt er et album lavet af Mikael Simpson og udgivet i 2006.

## Numre
1. Mist Dig Selv I Mig
2. Hvor End Du Er
3. Jeg Kan Se Det, At Du Ved Det
4. 100 bpm
5. Vi 2
6. Jeg Sidder Fast
7. Bistand & Bling
8. Stille & Urolig
9. En Bacille I Mit Blod
10. Uren Besked
11. Jeg Kan Se Det (igen)